# Dambe
El Dambe es un deporte de combate tradicional del pueblo hausa, similar al boxeo y al kickboxing. El Dambe es un arte marcial del pueblo hausa de Nigeria. Los competidores en un combate típico intentan derrotar a los demás hasta lograr la victoria total, normalmente en tres asaltos. El combate puede resultar en lesiones corporales graves para los competidores.

## Tradición

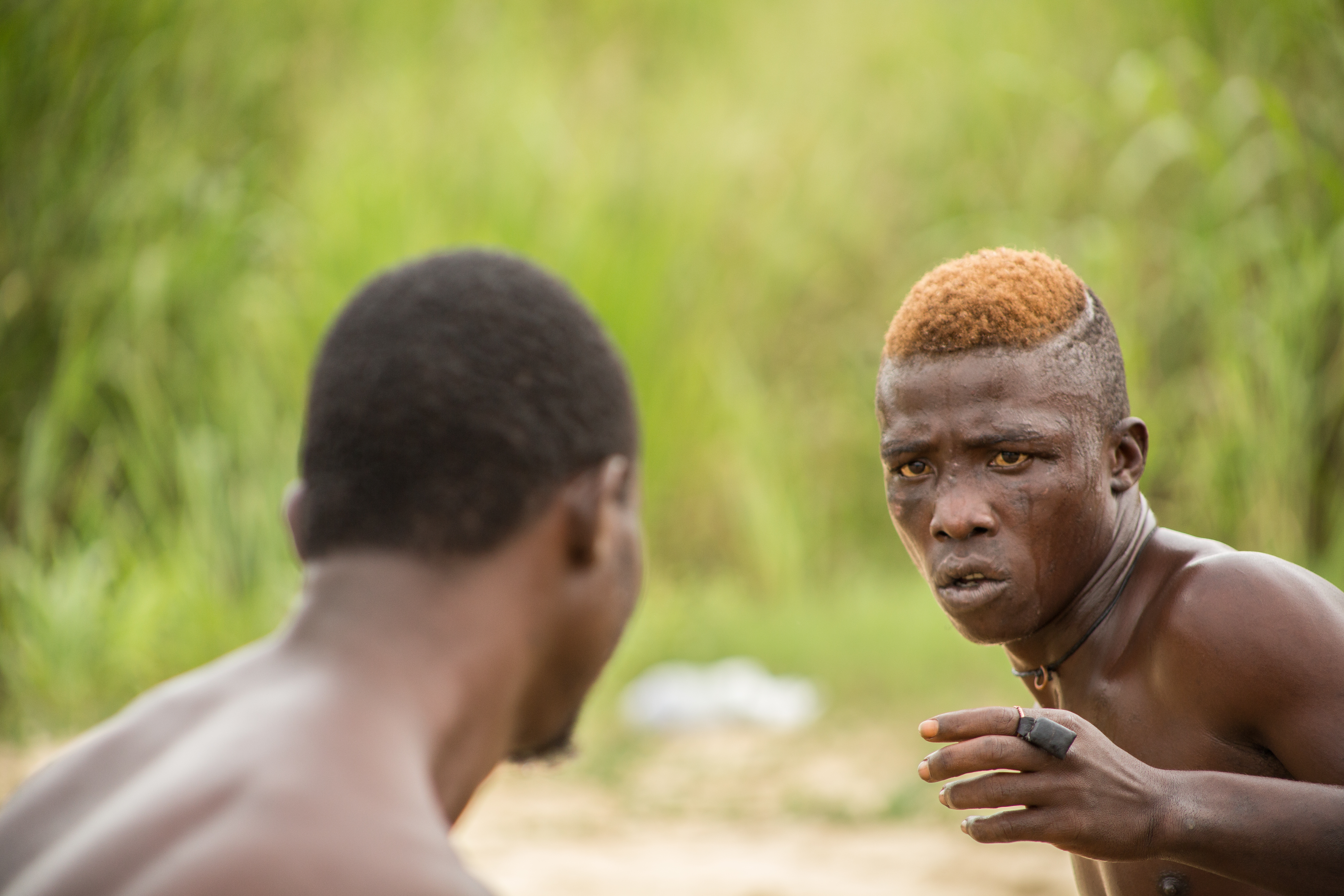
Luchadores Dambe enfrentándose.

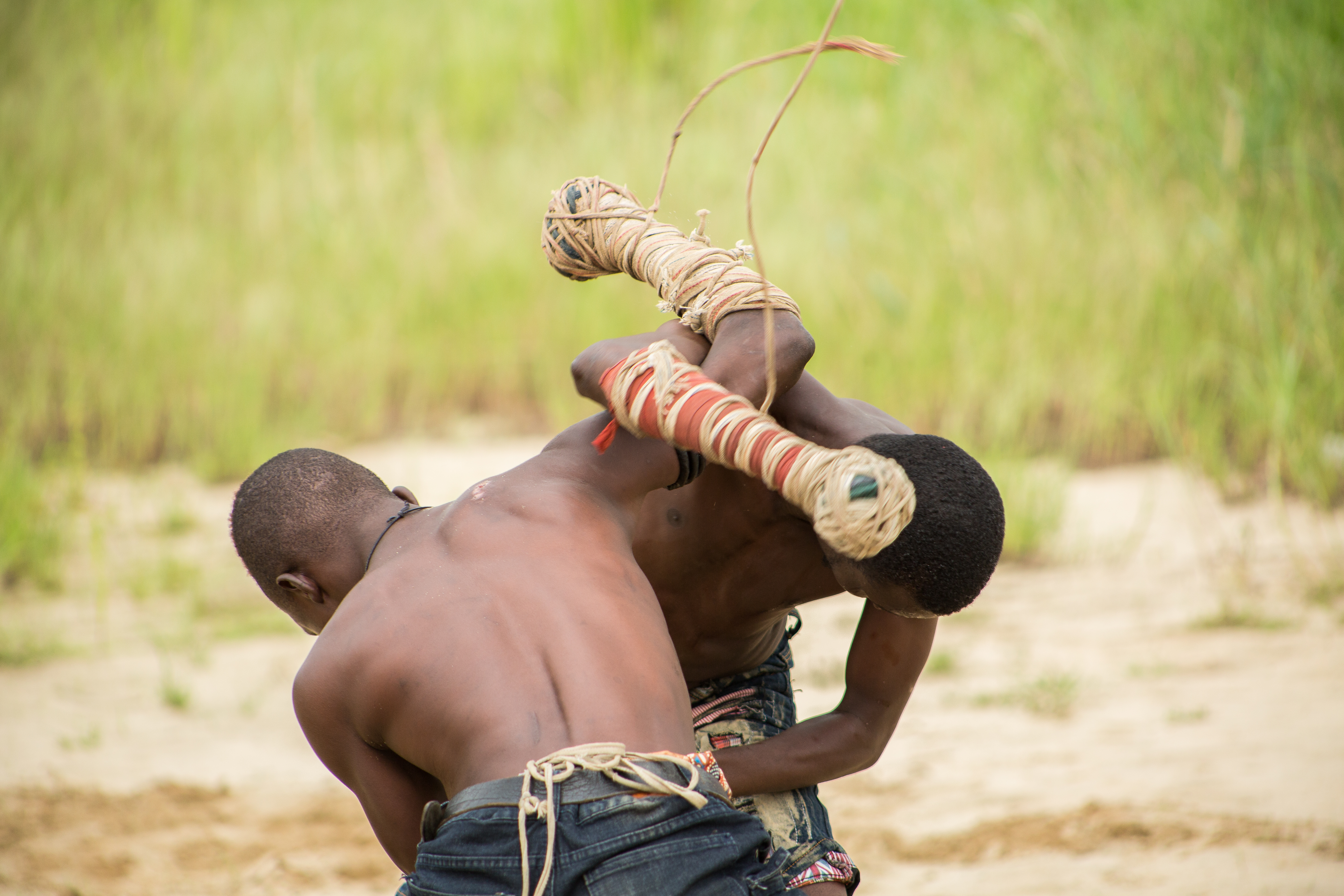
Luchadores Dambe combatiendo.

La tradición estaba dominada por los gremios y las castas de pescadores y carniceros del pueblo hausa, y a lo largo del siglo XX evolucionó a partir de los clanes de estas profesiones, que viajaban a aldeas agrícolas en el momento de la cosecha, integrando en un desafío de lucha a los forasteros participantes en el entretenimiento de la fiesta de la cosecha. También se practicaba tradicionalmente como una forma para que los hombres se prepararan para la guerra, y muchas de las técnicas y la terminología del deporte aluden a la guerra. Hoy en día, los boxeadores viajan para realizar combates al aire libre acompañados de ceremonias y tambores por las tierras tradicionales hausa del norte de Nigeria, el sur de Níger y el suroeste del Chad.

## Apoyo institucional
El deporte ha recibido la atención generalizada del Ministerio Federal de Juventud y Desarrollo Deportivo de Nigeria, ya que su ministro, Sunday Dare, se comprometió en diciembre de 2019 a crear una liga nacional, y a cooperar con la Asociación Deportiva Dambe, para formar una federación para organizar competiciones y torneos en Nigeria y en el extranjero. Los planes ya estaban en marcha antes de que la pandemia del virus COVID-19 golpeara al país africano, a principios de 2020.

## Reglas de combate
Aunque no existen categorías de peso formales, normalmente los competidores en los combates de Dambe son bastante similares en tamaño. Los combates duran tres asaltos. No hay límite de tiempo para los asaltos. La lucha de pie está permitida. El objetivo del juego es hacer que el oponente caiga al suelo, el ganador es la persona que derriba al oponente, las patadas están permitidas.

## Fin del combate
El combate termina cuando:
- No hay actividad por parte de los luchadores.
- Uno de los participantes pide detener el combate.
- Uno de los participantes es noqueado.
- La mano, la rodilla o el cuerpo de un participante toca el suelo.

## Técnicas de combate
El arma principal es el puño del lado fuerte del cuerpo del luchador. El puño del lado fuerte, está envuelto en un trozo de tela cubierto por una cuerda fuertemente anudada. Algunos boxeadores mojaban su brazo en una resina pegajosa mezclada con trozos de vidrio roto, esto sin embargo, es una práctica ilegal. La otra mano adopta una actitud defensiva y se sostiene con la palma abierta mirando hacia el oponente, dicha mano se puede usar para agarrar o sostener al rival según sea necesario. La pierna delantera a menudo está envuelta en una cadena, la pierna envuelta en la cadena se usa tanto para el ataque como para la defensa. La pierna trasera desenvuelta también se puede utilizar para patear al oponente.

## Historia
Tradicionalmente, las competencias se llevaban a cabo entre hombres de gremios de carniceros que también desafiaban a hombres del público de su aldea. Procedentes de una casta inferior específica de la sociedad hausa que eran los únicos que podían sacrificar animales ritualmente y manipular carne, los carniceros ambulantes formaban equipos de boxeo a partir de sus filas llamados "ejércitos". Sus combates tenían lugar en festivales que marcaban el final de la temporada de cosecha, cuando clanes de carniceros viajaban para sacrificar animales para las comunidades agrícolas. La cosecha también marcó una época en la que las comunidades rurales estaban llenas de dinero, por lo que apostar por hazañas de fuerza se asoció estrechamente con estas celebraciones. 

## Participantes
Hoy en día, los participantes suelen ser jóvenes urbanos que entrenan en gimnasios o patios traseros y compiten durante todo el año. Si bien ya no es exclusivo de la casta de carniceros hausa, el aspecto de fraternidad permanece, ya que los jóvenes que se unen a las filas profesionales se unen a una comunidad profesional que viaja para realizar combates, actualmente están equipados con sistemas de sonido amplificados y realizan unos elaborados rituales previos al combate. 

## Apuestas
Las apuestas paralelas para los espectadores y los premios para los competidores siguen siendo una parte importante del evento. 

## Terreno de combate
Durante los combates de aldea, los combates se llevan a cabo en un área despejada llamada campo de batalla, con los espectadores formando los límites del ring. En los combates urbanos modernos, las competencias locales se llevan a cabo en estadios temporales, a menudo instalados fuera de las plantas empacadoras de carne, ya que todavía predominan los miembros de las castas tradicionales de carniceros. En los combates urbanos, los participantes visten pantalones cortos en lugar de taparrabos.  

## Lucha libre tradicional
Los estadios de "Lutte traditionnelle" de África Occidental, comunes en las grandes ciudades, se utilizan para combates más grandes y se combinan con campeonatos de lucha libre tradicional. La "Lutte traditionelle", es una forma de lucha tradicional que se realiza a menudo en África Occidental.

## Música y cánticos
Ya sean tradicionales o modernos, la música de percusión y los cánticos preceden a los combates. La música y los cánticos están asociados tanto con grupos como con individuos, y sirven para llamar a los boxeadores al ring, burlarse de los oponentes y fomentar la participación del público.

## Magia y amuletos
En los combates tradicionales, los amuletos se suelen utilizar como formas de protección sobrenatural. También se ven amuletos en los combates urbanos modernos, pero los funcionarios generalmente desaconsejan el uso de protección mágica por motivos de justicia. Todavía es común que se coloquen amuletos en las almohadas rellenas de plumas o que los luchadores coloquen amuletos en sus puños envueltos. Los luchadores a menudo cicatrizan sus heridas frotandose con ungüentos y resinas curativas, y toman pociones mágicas, destinadas a proporcionar una mayor fuerza o defensa al luchador. Algunos boxeadores fuman ritualmente cannabis psicotrópico antes de celebrar los combates.